# Renata Costa
Renata Costa, auch Renata Kóki genannt, vollständiger Name Renata Aparecida da Costa, (* 8. Juli 1986 in Assaí) ist eine brasilianische Fußballtrainerin und ehemalige Fußballspielerin. Sie spielte rechtsfüßig auf der Position einer Abwehrspielerin oder als defensive Mittelfeldspielerin.

## Karriere

### Als Spielerin
Renata Costa wurde im Alter von 15 Jahren vom Trainer Jorge Barcellos entdeckt. 2003 ging sie zum FC Santos, um sich hier dem Profikader anzuschließen. 2005 wechselte Costa zum Botucatu FC. Im Folgejahr gewann sie mit dem Klub die Taça Brasil de Futebol Feminino. Im Januar 2008 wechselte die Spielerin nach Dänemark, wo sie beim Odense BK einen Kontrakt erhielt. Der Wechsel war einer der ersten, welcher einem brasilianischen Fußballklub für den Wechsel aus dem Damenbereich, einen finanziellen Erlös einbrachte und brachte dadurch nationale Beachtung hervor.
Im September 2008 wurde sie beim WPS-Draft in der zweiten Runde von den Saint Louis Athletica ausgewählt. Zu einem entsprechenden Wechsel in die USA kam es aber nicht. Im Januar 2009 wechselte Costa stattdessen nach Schweden zum LdB FC Malmö. Ein Jahr später kehrte sie in ihre Heimat und zu Santos zurück. In dem Jahr gewann sie mit dem Klub die Copa Libertadores Femenina 2010.
Bereits Anfang 2011 wechselte Costa erneut. Sie ging zum Foz Cataratas FC. Hier gelang im November der Titelgewinn im Copa do Brasil de Futebol Feminino 2011. In den Finalspielen konnte Acadêmica Vitória mit 2:0 und 3:0 besiegt werden. Die Saison 2013 verbrachte sie in ihrer Heimatstadt beim Assaí FC. Zum Jahresanfang 2014 ging die Spielerin nach Russland zum Kubanochka Krasnodar. Zusammen mit ihr verpflichtete der Klub ihre Landsfrauen Danielli und Amanda. Ihr erstes Spiel in der russischen Fußballmeisterschaft bestritt Costa am 13. April 2014. Im Heimspiel gegen FK Rossijanka stand sie in der Startelf. In ihrem ersten Jahr erreichte sie das Finale im Pokal, unterlag hier aber dem Rjasan WDW mit 5:0. Im Februar 2015 erhielten alle drei Spielerinnen eine Vertragsverlängerung bis Jahresende.
Danach ging Costa wieder nach Brasilien. Hier trat sie 2016 für die Spielgemeinschaft von Corinthians/Audax an. Hier traf sie auf Grazielle, mit welcher sie in ihrer Karriere bereits in verschiedenen Klubs und der Nationalmannschaft zusammen spielte. Als Paar hatten sie den Spitznamen „Tico e Teco“. Mit dieser konnte sie den Pokal 2016 gewinnen. Für 2017 wurde die Spielgemeinschaft aufgelöst. Sie konnte ihre Laufbahn beim SC Corinthians fortsetzen. In dem Jahr erfolgte noch ihr letzter Wechsel zum EC Iranduba da Amazônia. Hier beendete sie im selben Jahr ihre aktive Laufbahn und fing an als Trainerin zu arbeiten.

### Nationalmannschaft
Gemäß des Media Guide des brasilianischen Olympischen Komitees zu den Olympischen Sommerspielen 2012, war Costa Teil der Kader bei den U-19-Fußball-Weltmeisterschaft der Frauen 2002 und den U-19-Fußball-Weltmeisterschaft der Frauen 2004.
Ihr erstes Länderspiel bestritt sie bei der Fußball-Südamerikameisterschaft der Frauen 2003. Im Spiel gegen die Auswahl Argentiniens am 23. April 2003 stand sie in der Anfangsformation. Sie bestritt alle drei mögliche Einsätzen und gewann mit der Mannschaft den Titel. Im August des Jahres nahm Costa mit der Auswahl an den panamerikanischen Spielen teil. Im Finale am 15. August, konnte Kanada mit 2:1 besiegt werden. Zuvor war ihr in dem Turnier im ersten Turnierspiel am 2. August gegen die Auswahl Haitis ihr erstes Länderspieltor gelungen. Im September schloss sich die Fußball-Weltmeisterschaft der Frauen 2003 an.
Ein nächstes Highlight wurde die Teilnahme an dem Olympischen Spielen 2004. Bei diesen gelang die Auswahl bis ins Finale. In diesem unterlag man den Amerikanerinnen mit 2:1 in der Verlängerung. In der Partie wurde sie in der 88. Minute für Elaine eingewechselt. Danach bestritt Costa erst 2006 wieder Spiele für Brasilien. Bei der Fußball-Südamerikameisterschaft der Frauen 2006 trat sie erneut an. Im entscheidenden Spiel der Finalrunde gegen Argentinien hätte ein Unentschieden zum Titelgewinn ausgereicht, die Mannschaft unterlag aber mit 0:2.
Bei den panamerikanischen Spielen 2007 im Juli konnte sie mit dem Team den Titel verteidigen. Bei der Fußball-Weltmeisterschaft der Frauen 2007 im September kamen sie dann bis ins Finale. Hier unterlagen dem Titelverteidiger Deutschland mit 0:2. Eine kleine Revanche gab es 2008, als sie mit ihrem Team Deutschland im Halbfinale des Olympiaturniers mit 4:1 schlagen konnte. Das Finale gewannen die Amerikanerinnen mit 0:1 in der Verlängerung.
Mit dem Vier-Nationen-Turnier 2009 stellte sich ein weiterer kleiner Erfolg ein. 2010 gewann Costa dann die Fußball-Südamerikameisterschaft der Frauen 2010. Die Fußball-Weltmeisterschaft der Frauen 2011 verlief für Costa enttäuschend, nachdem man sich den USA im Viertelfinale mit 3:5 im Elfmeterschießen geschlagen geben musste. Bei den panamerikanischen Spielen 2011 erreichte sie mit dem Team das Finale, in dem man Kanada mit 3:4 im Elfmeterschießen unterlag.
Bei den Olympischen Sommerspielen 2012 erreichte Costa mit der Mannschaft das Viertelfinale gegen Japan. Im Zuge des Olympiaturniers 2012 erzielte sie am 25. Juli in der Partie gegen Kamerun ihr einziges Olympiator. Costa traf in der zehnten Minute zum zwischenzeitlichen 2:0 (Endstand 5:0). Die 0:2-Niederlage gegen Japan wurde ihr letztes Spiel für die Auswahl Brasiliens.
Gemäß der Übersichtsseiten auf rsssfbrasil.com von 2003 bis 2012 soll Costa 86 Länderspiele bestritten haben. Diese teilten sich auf in:
- Copa América der Frauen: 17
- Freundschaftsspiele: 13, wobei ein Spiel gegen Haiti vom 24. Oktober 2010, nicht von jedem als offizielles gewertet, wird, weil die Brasilianerinnen keine Rückennummern trugen und die das Spiel in der 70. Minute wegen Nebels abgebrochen wurde.[13]
- Matchworld Women's Cup: 2
- Olympische Sommerspiele: 14
- Olympische Qualifikation: 1
- Panamerikanische Spiele: 12
- Vier-Nationen-Turnier: 9
- Weltmeisterschaft: 11
- Inoffizielle Spiele: 7

### Als Trainerin
Bereits in ihrem letzten Jahr bei Iranduba wurde Costa hier Assistenztrainerin. Nachdem sie den Klub im Juni 2020 verlassen hatte, wurde sie im August Assistenztrainerin und zweite Trainer hinter Paulo Galvão bei  Esportiva 3B.
Anfang Januar 2021 wurde ihre Verpflichtung durch den Fortaleza EC bekannt gegeben, bei welchem sie als technische Beraterin tätig wurde. Im Februar 2022 verließ Costa den Klub wieder und im Juli wurde sie Trainerin bei Grêmio Recanto. Im Oktober gewann sie mit dem Klub die Staatsmeisterschaft von Amazonas. 2023 endete hier ihre Tätigkeit. Dafür übernahm Costa 2024 Atlético Piauiense. Auch hier stellte sich der Erfolg in der Staatsmeisterschaft von Piauí ein. Im August des Jahres führte sie Piauiense zum Gewinn der Série A3, der dritten nationalen Liga.

## Erfolge

### Als Spielerin
Nationalmannschaft
- U-20-Fußball-Südamerikameisterschaft der Frauen: 2004
- Panamerikanische Spiele Gold : 2003, 2007
- Olympischen Spielen Silber : 2004, 2008
- Vier-Nationen-Turnier in Brasilien: 2009, 2011
- Copa América der Frauen: 2003, 2010

Botucatu
- Taça Brasil: 2006
- Staatsmeisterschaft von São Paulo: 2006

Santos
- Copa Libertadores Femenina: 2010
- Staatsmeisterschaft von São Paulo: 2010

Foz Cataratas
- Brasilianischer Pokal: 2011
- Staatsmeisterschaft von Paraná: 2011, 2012

Corinthians/Audax
- Brasilianischer Pokal: 2016

Iranduba
- Staatsmeisterschaft von Amazonas: 2018

### Als Trainerin
Grêmio Recanto
- Staatsmeisterschaft von Amazonas: 2022[19]

Atlético Piauiense
- Staatsmeisterschaft von Piauí: 2024
- Meisterschaft der Série A3: 2025

## Trivia
Im Oktober 2007 war Costa mit zwei ihrer Mitspielerinnen vom Botucatu FC in einen Verkehrsunfall verwickelt. An einem Bahnübergang fuhr sie mit ihrem Opel Corsa in ein anderes Auto. Ein vor ihr fahrendes Fahrzeug hatte scharf gebremst, weil sich der Bahnübergang unvermittelt die Schranke herunterließ. Dieses geschah in Folge einer Fehlfunktion. Costa konnte nicht mehr rechtzeitig bremsen und fuhr auf das Auto auf. Sie und ihre Beifahrerin Michele wurden leicht verletzt. Die auf der Rücksitzbank schlafende und nicht angeschnallte Cátia Oliveira erlitt eine Querschnittlähmung. Costa wurde wegen fahren ohne Führerscheins zu einer Geldstrafe von 576 Real verurteilt. Oliveira konnte bei den Sommer-Paralympics 2020 und 2024 Medaillen gewinnen.
Im März 2022 gründete Costa ein Trainingszentrum, das Centro Esportivo Renata Costa (CERC), für Jungen und Mädchen aller Altersgruppen in Londrina.